# Мирварт (замок)
Мирварт (фр. Château de Mirwart) — дворцово-замковый комплекс, расположенный в коммуне Мирварт, в провинции Люксембург, в регионе Валлония, Бельгия. Возведён на скалистой возвышенности. Из замка открывается вид на долину реки Ломме. По своему типу относиться к замкам на вершине.

## История

### Ранний период
Первые укрепления в данном месте появились в начале XI века. Инициаторами строительства ранней крепости стали правители Лотарингии, стремившиеся защитить свои владения от нападений со стороны лордов Буйона. Вскоре кастеляне Мирварта из-за земельных споров навлекли на себя недовольство влиятельного аббата монастыря Сен-Юбер. Он привлёк на свою сторону в качестве союзника могущественного графа Генриха I Верденского, ставшего к тому времени князем-епископом Льежской епархии. Через некоторое время этот человек, под предлогом защиты монахов Сен-Юбера, захватил Мирварт. После этого аббат Сен-Юбера решил разрушить крепость.

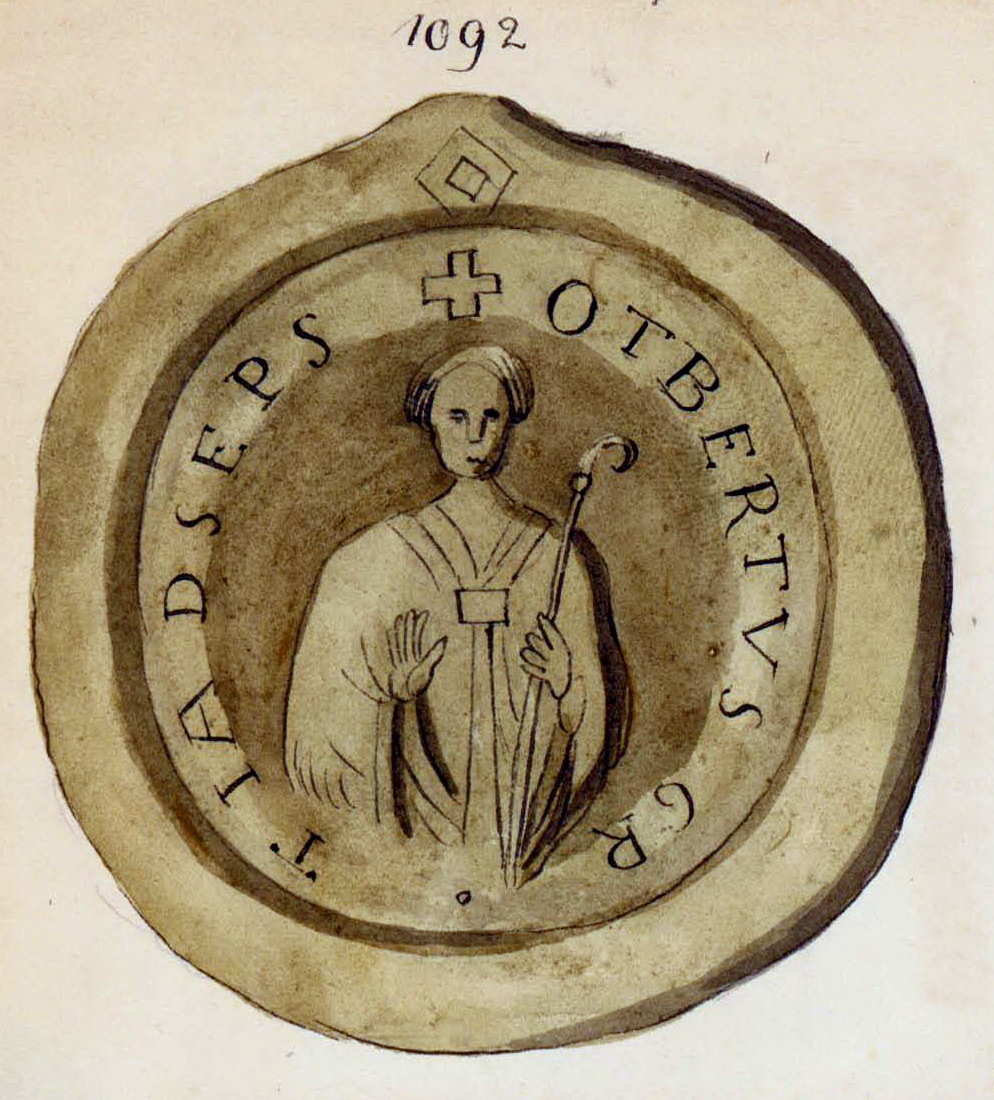
Епископ Льежа Отберт

Однако планы аббата шли вразрез с намерениям князь-епископа Льежского Отберта. Он решил использовать Мирварт для защиты собственной епархии. Поэтому было приказано не только восстановить крепость, но и усилить её фортификационные сооружения. Управлять этим замком на правах феодального владения в 1099 году был назначен рыцарь Бовон де Ваха. Его потомки перестроили замок и оставались его хозяевами на протяжении почти двух последующих веков.
В 1293 году вотчина была куплена дворянином по имени Жан д'Авен. Но сделку оспорил князь-епископ Льежа, посчитавший, что без его согласия замок не может менять собственника. Этот спор спровоцировал конфликт, в который оказались вовлечены льежский князь-епископ Жан де Спонхайм, графы Эно, графы Люксембурга, графы Намюр и графы Лоон, а также герцогство Брабант. Каждое из этих образований так или иначе выражало готовность присоединить Мирварт к своим владениям.
Тяжба затянулась. После сложных переговоров контроль над замком должен был получить граф Иоганн Люксембургский. Но он не смог собрать оговорённую за переуступку сумму и оказался вынужден отдать Мирварт при посредничестве льежского принца-епископа Адольфу II де Ла Марку герцогу Венцелю I Люксембургскому). В свою очередь, последний продал крепость маркграфу Гильому I.

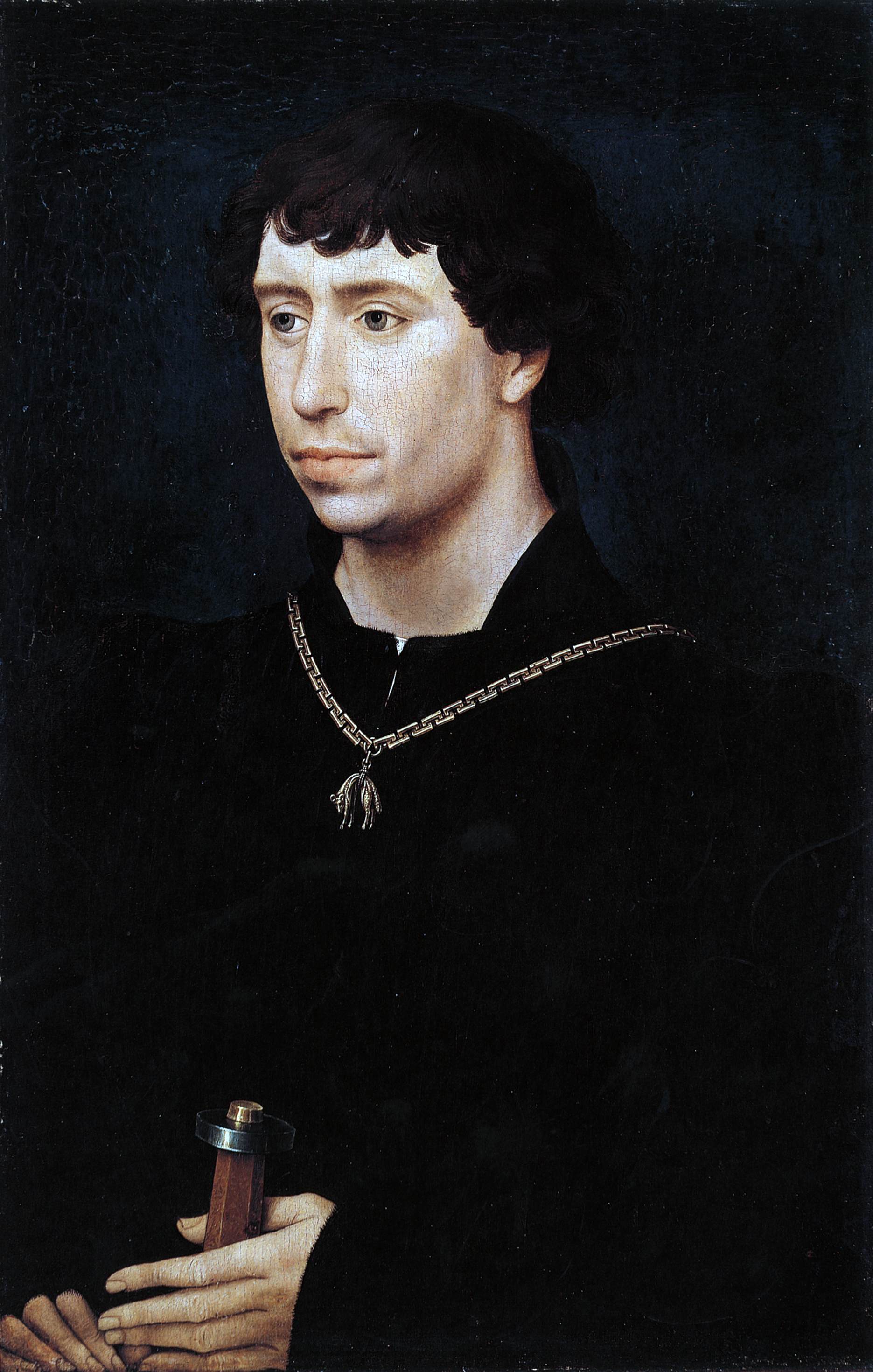
Карл Смелый

Таким образом, замок перешёл в руки герцогов Бургундии. В 1471 году герцог Карл Смелый подарил владение Эберхарду ван дер Марку и Аренбергу из рода графов Ламарк. Рисвикский мир 1697 года подтвердил отдельный статус замка Мирварт, который принадлежит графам ван дер Марк, но находится под патронажем льежских князей-епископов. 

### ЭпохаРенессанса
Замок на протяжении длительного времени оказался в центре сразу нескольких  крупных конфликтов. Сначала он выдержал несколько осад во время противостояния между Нидерландами и Испанией, а затем в ходе Голландской войны, в которой главными соперниками были Габсбургская монархия и королевство Франция.
Мирварт не раз переходил из руки в руки. При этом стратегически важная крепость несмотря на частые разрушения каждый раз быстро восстанавливалась, а её укрепления совершенствовались. Так продолжалось вплоть до 1678 года. К концу XVII века, несмотря на завершение боевых действий, замок снова модернизировался в качестве ценного фортификационного объекта. Но больше ему уже не суждено было служить крепостью и оказываться в осаде.

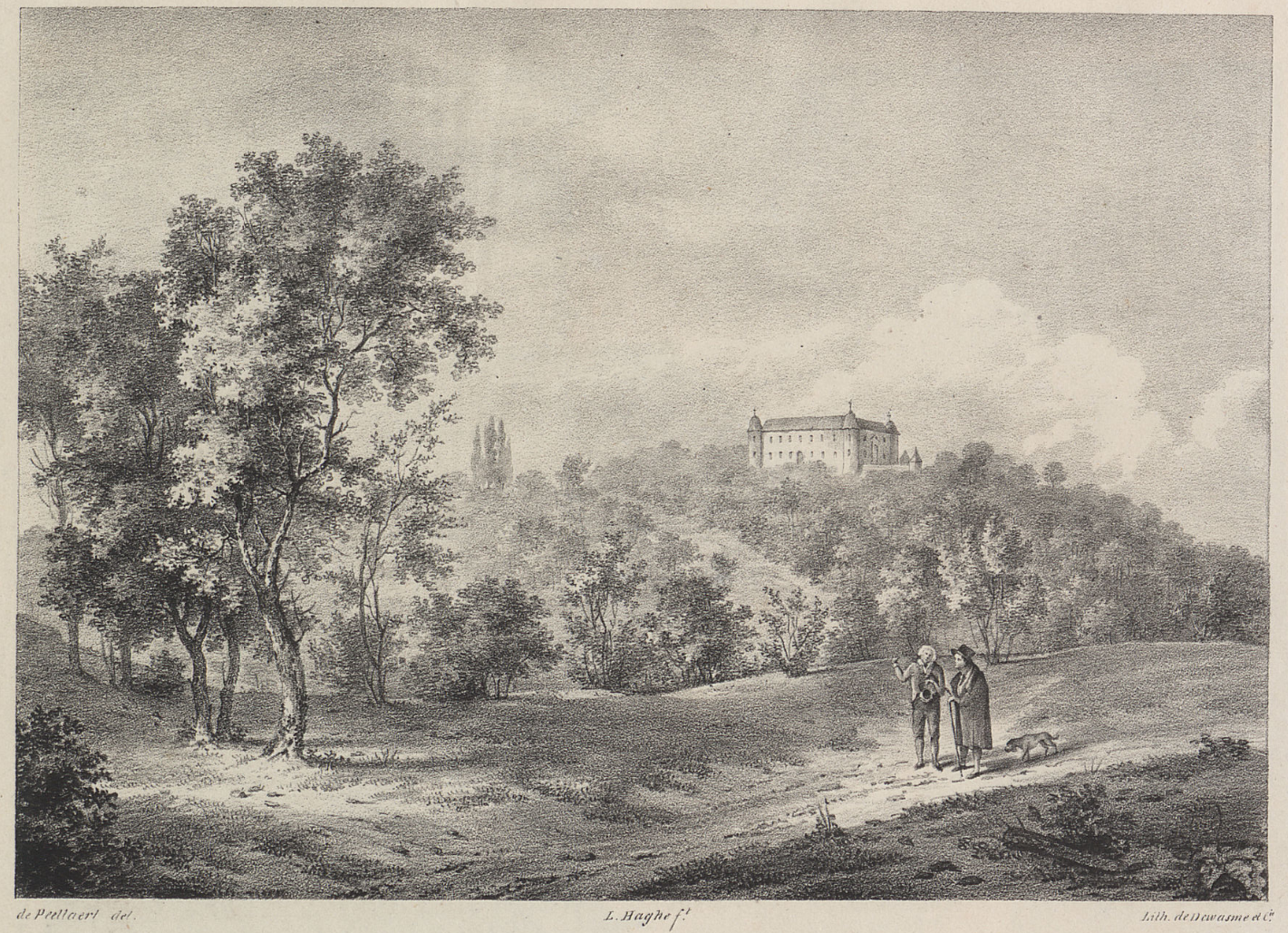
Замок Мирварт на рисунке XIX века

### XVIII-XIX века
В начале XVIII века Мирварт был полностью восстановлен. Но вскоре его перестали рассматривать только как крепость и началась поэтапная перестройка комплекса в замок, выполняющий в первую очередь функции респектабельной резиденции. При этом он оставался во владении Льежской епархии.
В XIX века Мирварт купил богатый предприниматель Эме-Габриэль д’Артиг, известный как основатель фабрики Cristallerie de Vonêche по производству изделий из стекла и хрусталя. Он перестроил и расширил замок, превратив его в подобие загородного дворца. Затем Мирварт ещё несколько раз сменил собственников. Им последовательно владели семьи Ван Дер Линден, Арригаде и Фон Дер Бекке.

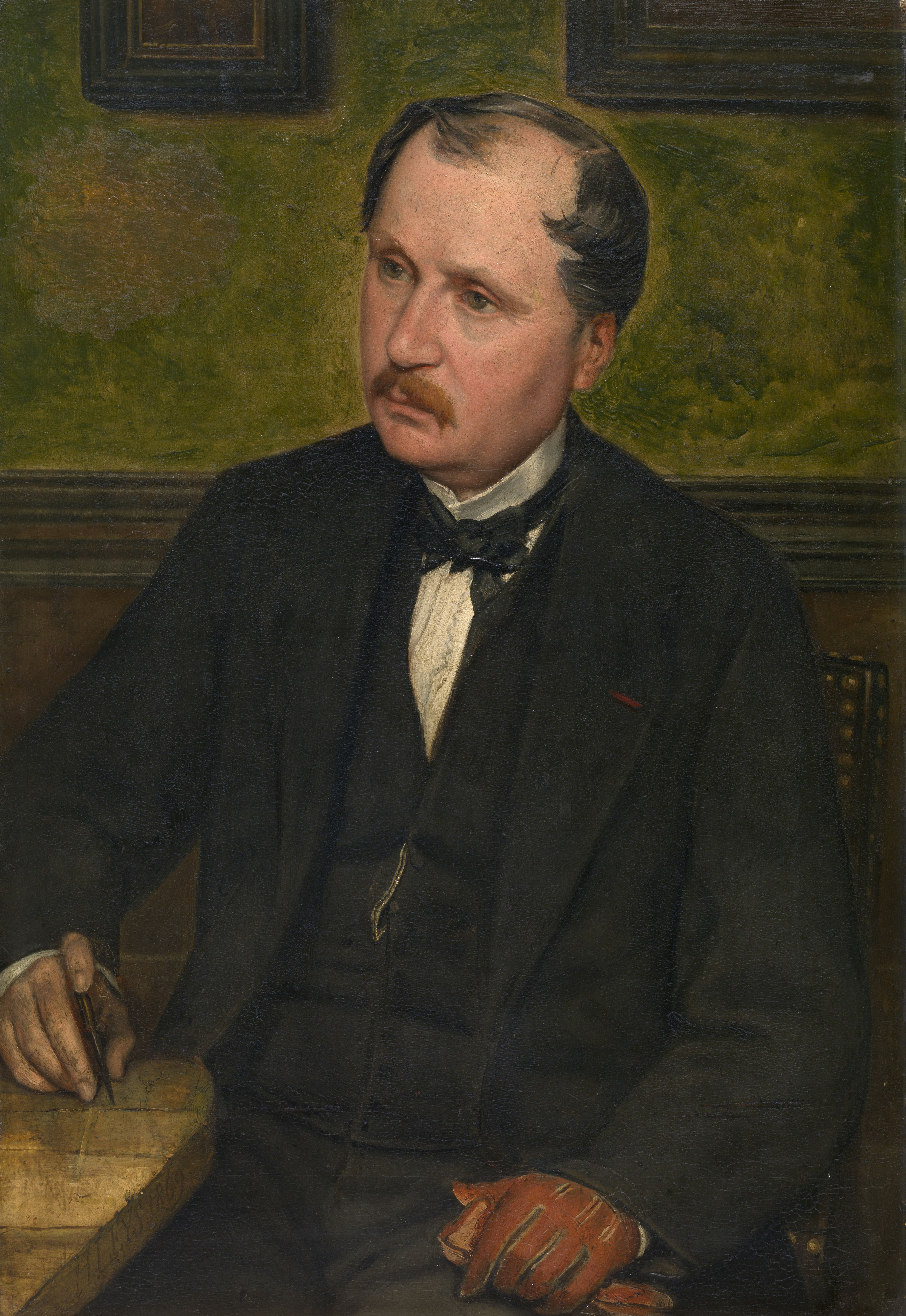
Архитектор Балат, Альфонс

Последняя радикальная перестройка, после которой комплекс обрёл свой современный вид, случилась в середине XIX века. Проект подготовил известный архитектор Альфонс Балат, ранее выполнявший заказы короля Бельгии Леопольда II.

### XX-XXI века
Замок практически не пострадал во время Первой и Второй мировых войн. В ходе двух немецких оккупаций боевые действия проходили в стороне от Мирварта. Однако собственники, разорённые войной, больше не имели возможность не только реставрировать, но и содержать замок. Спасением яркой местной достопримечательности занялись власти региона.
Комплекс был сделан собственностью провинции Люксембург. Здание отремонтировали, но ему долго не могли найти применения. В результате в 1950-е годы Мирварт оказался фактически заброшен. Оставленный без присмотра комплекс был разграблен. Серьёзно пострадали внутренние интерьеры, воры вынесли ценные предметы убранства и старинные картины. 
Долгое время замок стоял в запустении. Попытки найти инвестора сопровождались неудачами. В начале XXI века власти провинции Люксембург были вынуждены разорвать контракт с очередным владельцем, который не смог провести в оговорённый срок реставрационные работы.
В 2016 году замок был продан в управление компании ICM SA. Вскоре в Мирварте начались масштабные ремонтно-восстановительные работы. Согласно инвестиционному плану, после завершения реконструкции в комплексе должны разместиться элитный отель, термальные ванны, концертный зал и ресторан.

## Галерея

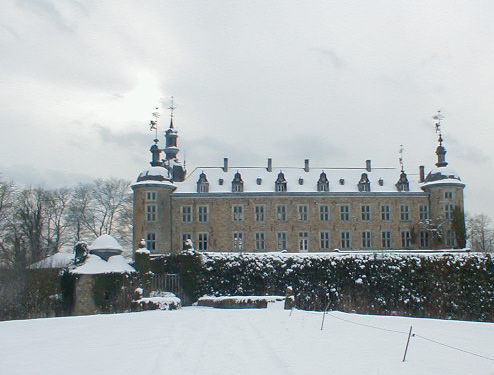
Вид замка зимой
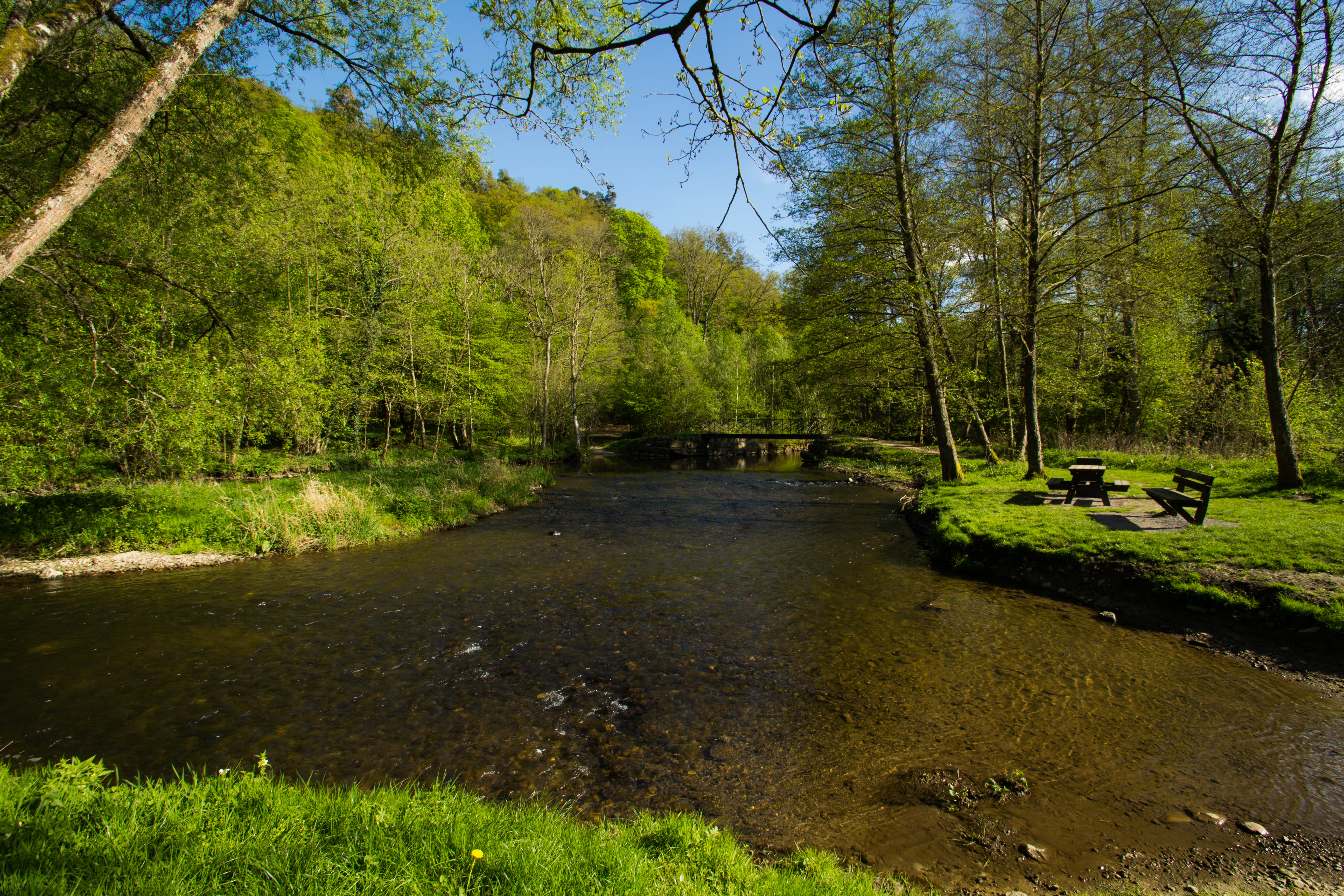
Река Ломме[фр.], протекающая около замка